# Bohumil Čermák (lední hokejista)
Bohumil Čermák (* 20. září 1947, Žilina) je bývalý český hokejista, obránce a trenér.

## Hokejová kariéra
V lize hrál za TJ SONP/Poldi SONP Kladno (1968–1969 a 1971–1982). V lize nastoupil ve 498 utkáních a dal 54 gólů, celkem za Kladno odehrál 841 utkání a dal 127 gólů. S Kladnem získal 5x mistrovský titul a stal se vítězem PMEZ. Vojenskou službu absolvoval v Dukle Litoměřice. Za reprezentaci Československa nastoupil 12. března 1969 v Pardubicích proti USA. Po skončení aktivní kariéry působil v letech 1983–1987 jako hrající trenér v TJ ČKD Slaný.

## Klubové statistiky
| Sezona    | Klub              | Soutěž  | Základní část | Základní část | Základní část | Základní část | Základní část |
| Sezona    | Klub              | Soutěž  | Z             | G             | A             | B             | TM            |
| --------- | ----------------- | ------- | ------------- | ------------- | ------------- | ------------- | ------------- |
| 1968/1969 | TJ SONP Kladno    | 1. liga | 25            | 4             | 2             | 6             | 10            |
| 1969/1970 | TJ SONP Kladno    | 1. liga | 36            | 1             | 3             | 4             | 20            |
| 1970/1971 | TJ SONP Kladno    | 1. liga | 23            | 2             | 0             | 2             | 6             |
| 1971/1972 | TJ SONP Kladno    | 1. liga | 33            | 1             | 1             | 2             | 12            |
| 1972/1973 | TJ SONP Kladno    | 1. liga | 36            | 10            | 6             | 16            | 23            |
| 1973/1974 | TJ SONP Kladno    | 1. liga | 42            | 4             | 5             | 9             | 26            |
| 1974/1975 | TJ SONP Kladno    | 1. liga | 44            | 2             | 7             | 9             | 18            |
| 1975/1976 | TJ SONP Kladno    | 1. liga | 31            | 4             | 3             | 7             | 12            |
| 1976/1977 | TJ SONP Kladno    | 1. liga | 44            | 6             | 6             | 12            | 18            |
| 1977/1978 | Poldi SONP Kladno | 1. liga | 44            | 1             | 2             | 3             | 36            |
| 1978/1979 | Poldi SONP Kladno | 1. liga | 44            | 8             | 5             | 13            | 32            |
| 1979/1980 | Poldi SONP Kladno | 1. liga | 40            | 1             | 8             | 9             | 18            |
| 1980/1981 | Poldi SONP Kladno | 1. liga | 44            | 8             | 8             | 16            | 30            |
| 1981/1982 | Poldi SONP Kladno | 1. liga | 3             | 0             | 0             | 0             | 0             |